# Myrtle Beach
Myrtle Beach je město v okresu Horry County ve státě Jižní Karolína ve Spojených státech amerických. Je 13. nejlidnatějším městem v Jižní Karolíně. Nachází se v oblasti zvané Grand Strand na Východním pobřeží Spojených států amerických asi 108 kilometrů jihovýchodně od Florence, 151 kilometrů severovýchodně od Charlestonu a 119 kilometrů jihozápadně od Wilmingtonu. K roku 2023 zde žilo 39 697 obyvatel. S celkovou rozlohou 61km² byla hustota zalidnění 588 obyvatel na km². 
Díky své poloze na pobřeží Atlantského oceánu a subtropickému klimatu je Myrtle Beach vyhlášeným turistickým letoviskem. Nachází se zde asi 1 800 restaurací či přes 80 golfových hřišť. Ročně Myrtle Beach navštíví asi 20 milionů turistů, díky čemuž je město jedním z nejnavštěvovanějších turistických letovisek v USA. Od roku 1936 je město odděleno od zbytku Spojených států díky tzv. Intracoastal Waterway. 